# Hermann Brix
Ne doit pas être confondu avec Bruce Bennett qui débuta au cinéma sous le nom de Herman Brix.
Pour les articles homonymes, voir Brix (homonymie).
Hermann Brix (né le 2 février 1908 à Innsbruck, mort le 4 octobre 1982 dans la même ville) est un acteur autrichien.

## Biographie
Fils de Carl Brix, tapissier, il étudie la germanistique et la médecine à la fin des années 1920 avant de décider de devenir acteur. Brix suit des cours de théâtre privés et commence sa carrière artistique en 1930 au théâtre municipal de sa ville natale d'Innsbruck. Au cours des deux décennies suivantes, il a des engagements à Prague (au Deutsches Theater), à Vienne (Volkstheater), à Berlin (Die Komödie) et à Munich (Kammerspiele).
En 1939, il fait ses débuts au cinéma dans une production de Terra Film. La même année, il se fait connaître pour son rôle du jeune empereur François-Joseph d'Autriche dans le drame historique au message anti-Habsbourg, Maria Ilona. Brix est un acteur de cinéma occupé tout au long de la Seconde Guerre mondiale avant de retourner à Innsbruck en 1945. Après la Seconde Guerre mondiale, il travaille dans le département de littérature lors de la création de Radio Tirol. En 1963, Brix est nommé directeur pendant dix ans plus tard, jusqu'à atteindre l'âge de la retraite de 65 ans. Hermann Brix est impliqué de manière significative dans le développement du théâtre radiophonique à Radio Tirol. À partir de 1966, Brix s'occupe de la chaire de comédie à l'université d'Innsbruck et dirige la scène du studio. Ses élèves sont notamment Axel Corti, Ernst Gissemann et Volkmar Parschalk.
Pendant ce temps, Hermann Brix met souvent en scène des pièces de théâtre au Tiroler Landestheater. Jusqu'en 1979, on peut encore l'entendre lire la série radiophonique Hömbergs Kaleidophon. Brix ne revient devant la caméra qu'une seule fois après 1947, jouant dans l'histoire quotidienne Glück aus Ohio.

## Filmographie
- 1939 : Trafic au large
- 1939 : Nuits de Vienne (de)
- 1939 : Maria Ilona
- 1940 : Die gute Sieben
- 1940 : Der Herr im Haus
- 1940 : Falschmünzer (de)
- 1941 : Dreimal Hochzeit
- 1941 : Die Kellnerin Anna
- 1941 : Sein Sohn
- 1942 : Titanic
- 1943 : Die goldene Spinne (de)
- 1944 : Musik in Salzburg (de)
- 1944 : Der Meisterdetektiv
- 1944 : Moselfahrt mit Monika
- 1947 : Les Amours de Blanche Neige
- 1950 : Glück aus Ohio (de)